# Carrazeda de Ansiães
Carrazeda de Ansiães ist eine Gemeinde (Freguesia) und Kleinstadt (Vila) in Portugal mit 1706 Einwohnern (Stand 19. April 2021). Der gleichnamige Kreis gehört zum Weinbaugebiet des Alto Douro, die älteste geschützte Weinbauregion der Welt und seit 2001 UNESCO-Welterbe.

## Geschichte
Antas und Felszeichnungen belegen eine Besiedlung des Gebietes seit dem Neolithikum, durch Kupfersteinzeit, Bronzezeit und Eisenzeit hindurch, bis zum Eintreffen der Römer im 2. Jahrhundert v. Chr., die den Ort zur Stadt ausbauten und Aquas Quintianas nannten. Ihnen folgten die Westgoten und Sueben, die den Ort dem Verwaltungsdistrikt Pagus Auneco bzw. dem folgenden Valiato de Alfândica angliederten.
Mit Ankunft der Mauren wurde der Ort ein strategischer Stützpunkt der Araber. Im Zuge der Reconquista eroberte Ferdinand I. auch den Ort Ansiães, dem er im 11. Jahrhundert erste Stadtrechte gab. Nach der Unabhängigkeit des Königreich Portugals gab Portugals erster König, D.Afonso Henriques, dem Ort im Jahr 1160 erstmals portugiesische Stadtrechte, die 1198 von König D.Sancho I. und 1219 von König D.Afonso II. bestätigt wurden. 1277 erteilte König D.Afonso III. ihm zusätzlich Marktrechte.
1510 erneuerte König Manuel I. die Stadtrechte. Eine Vielzahl Bürger aus Ansiães begleitete König Sebastian auf dessen Feldzug nach Nordafrika, wo sie 1578 in der Schlacht von Alcácer-Quibir den Tod fanden. In der Folge dieses Bevölkerungsrückgangs erlebte die Stadt einen Niedergang. 1734 wechselte der Sitz des Kreises von Ansiães ins nahegelegene Carrazede. Entsprechend der Zusammenführung der Kreisstadt entstand auch der heutige Name.

## Verwaltung

### Kreis
Carrazeda de Ansiães ist Sitz eines gleichnamigen Kreises (Concelho). Am 19. April 2021 hatte der Kreis 5490 Einwohner auf einer Fläche von 279,2 km².
Die Nachbarkreise sind (im Uhrzeigersinn im Norden beginnend): Mirandela, Vila Flor, Torre de Moncorvo, Vila Nova de Foz Côa, São João da Pesqueira, Alijó sowie Murça.
Mit der Gebietsreform im September 2013 wurden mehrere Gemeinden zu neuen Gemeinden zusammengefasst, sodass sich die Zahl der Gemeinden von zuvor 19 auf 14 verringerte.
Die folgenden Gemeinden (Freguesias) liegen im Kreis Carrazeda de Ansiães:

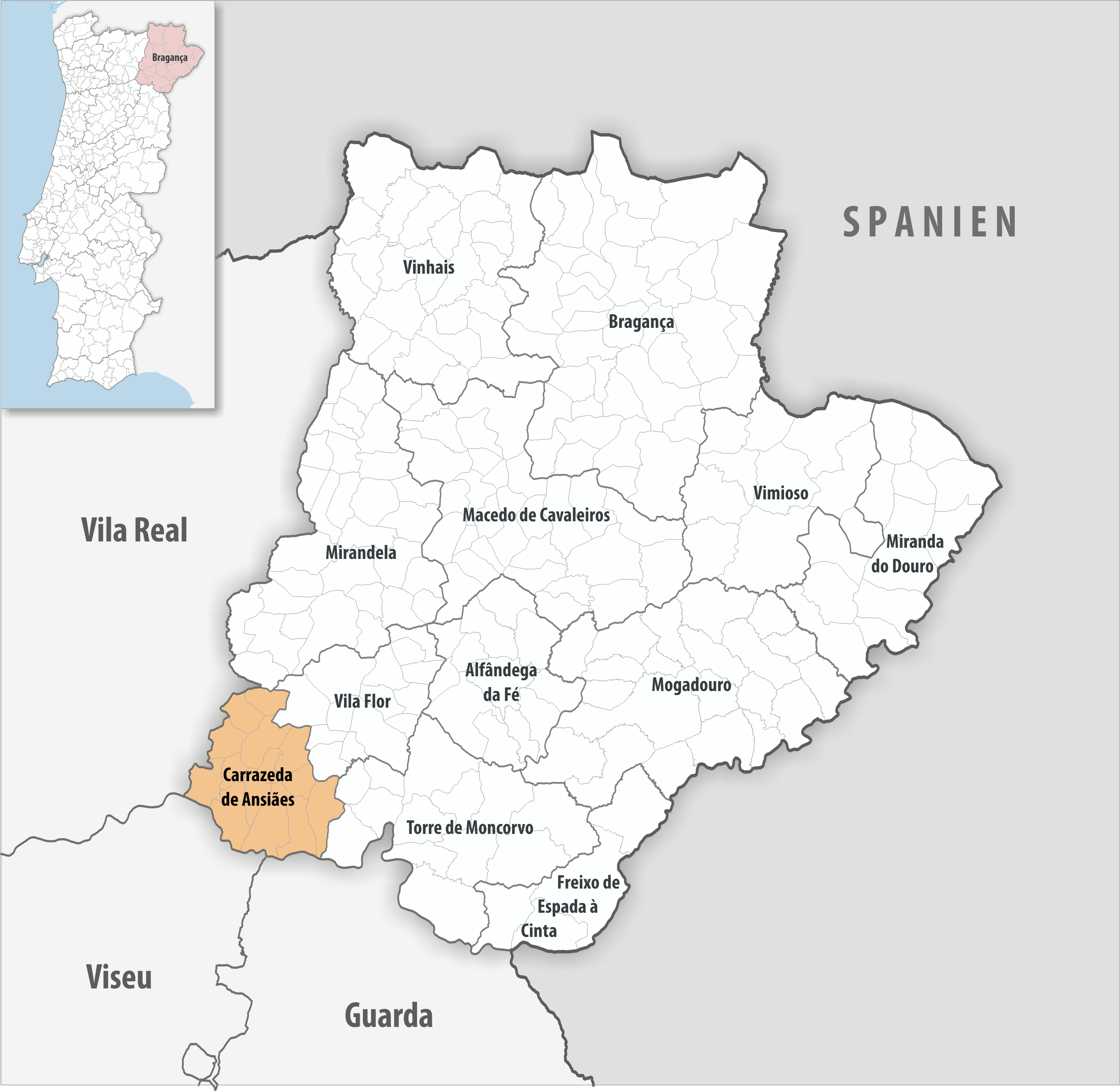
Kreis Carrazeda de Ansiães

| Gemeinde                           | Einwohner (2021) | Fläche km² | Dichte Einw./km² | LAU- Code |
| ---------------------------------- | ---------------- | ---------- | ---------------- | --------- |
| Amedo e Zedes                      | 401              | 23,43      | 17               | 040320    |
| Belver e Mogo de Malta             | 364              | 19,80      | 18               | 040321    |
| Carrazeda de Ansiães               | 1.706            | 8,96       | 190              | 040304    |
| Castanheiro do Norte e Ribalonga   | 403              | 20,70      | 19               | 040322    |
| Fonte Longa                        | 258              | 13,33      | 19               | 040306    |
| Lavandeira, Beira Grande e Selores | 337              | 36,39      | 9                | 040323    |
| Linhares                           | 348              | 28,64      | 12               | 040308    |
| Marzagão                           | 293              | 16,22      | 18               | 040309    |
| Parambos                           | 182              | 11,18      | 16               | 040311    |
| Pereiros                           | 151              | 14,70      | 10               | 040312    |
| Pinhal do Norte                    | 214              | 16,81      | 13               | 040313    |
| Pombal                             | 230              | 16,82      | 14               | 040314    |
| Seixo de Ansiães                   | 241              | 23,99      | 10               | 040316    |
| Vilarinho da Castanheira           | 362              | 28,26      | 13               | 040318    |
| Kreis Carrazeda de Ansiães         | 5.490            | 279,23     | 20               | 0403      |

### Bevölkerungsentwicklung
| Einwohnerzahl im Kreis Carrazeda de Ansiães (1801–2011) | Einwohnerzahl im Kreis Carrazeda de Ansiães (1801–2011) | Einwohnerzahl im Kreis Carrazeda de Ansiães (1801–2011) | Einwohnerzahl im Kreis Carrazeda de Ansiães (1801–2011) | Einwohnerzahl im Kreis Carrazeda de Ansiães (1801–2011) | Einwohnerzahl im Kreis Carrazeda de Ansiães (1801–2011) | Einwohnerzahl im Kreis Carrazeda de Ansiães (1801–2011) | Einwohnerzahl im Kreis Carrazeda de Ansiães (1801–2011) | Einwohnerzahl im Kreis Carrazeda de Ansiães (1801–2011) | Einwohnerzahl im Kreis Carrazeda de Ansiães (1801–2011) |
| ------------------------------------------------------- | ------------------------------------------------------- | ------------------------------------------------------- | ------------------------------------------------------- | ------------------------------------------------------- | ------------------------------------------------------- | ------------------------------------------------------- | ------------------------------------------------------- | ------------------------------------------------------- | ------------------------------------------------------- |
| 1801                                                    | 1849                                                    | 1900                                                    | 1930                                                    | 1960                                                    | 1981                                                    | 1991                                                    | 2001                                                    | 2011                                                    |                                                         |
| 6330                                                    | 7706                                                    | 13.605                                                  | 13.559                                                  | 14.340                                                  | 11.420                                                  | 9235                                                    | 7642                                                    | 6322                                                    |                                                         |

### Kommunaler Feiertag
- letzter Freitag im August

## Söhne und Töchter der Stadt
- Lopo Vaz de Sampaio (1480–1534), Militär, 1526–29 Gouverneur Portugiesisch-Indiens
- António Luís de Freitas (1855–1926), Jurist, republikanischer Politiker
- João José de Freitas (1873–1915), Jurist, republikanischer Politiker
- Manuel Múrias (1900–1960), Autor und Publizist, Politiker des Estado-Novo-Regimes
- Altino Pinto de Magalhães (* 1922), General, Politiker auf den Azoren
- Eurico Augusto Cebolo (* 1938), Komponist, Musiker und Schriftsteller
- Edite Estrela (* 1949), sozialistische Politikerin